# Économie du cinéma
L'économie du cinéma est la branche de l'économie de la culture qui s'intéresse à la filière cinématographique.
L'économie du cinéma mobilise d'une part les outils de l'économétrie pour la description empirique du domaine, et d'autre part ceux de l'économie industrielle pour rendre compte des logiques organisationnelles et des relations entre les différents chaînons de la filière.

## Portrait empirique
Le secteur du cinéma se distingue par la richesse des données le concernant. La rémunération de chaque intervenant ainsi que son développement de carrière étant intimement liés au nombre d'entrées des films où il a été impliqué, il existe des bases de données pratiquement exhaustives comportant les principaux intervenants ainsi que le nombre d'entrée et le bilan financier pour la quasi-totalité des films d'Europe, d'Amérique du Nord et du Japon.
Ces mêmes données concernant les importantes cinématographies indienne et nigériane sont cependant moins accessibles. Par le nombre de films produit - et pour la première au moins - par le nombre de spectateurs, ces deux cinématographies se classent pourtant parmi les dix plus importantes au monde.

## Caractéristiques essentielles de la filière
Le secteur du cinéma est essentiellement dominé par une incertitude radicale quant à la réussite ou à l'échec d'un film. Même à un stade avancé de la production, le succès commercial reste pratiquement impossible à prévoir. Or, il s'agit également d'un secteur où dominent les valeurs extrêmes : seuls quelques films rapportent la quasi-totalité des profits du secteur. De ce fait, la circulation de l'information ainsi que la souplesse des contrats sont des traits caractéristiques du fonctionnement du secteur. En termes de prix, il faut distinguer le problème de la fixation des coûts en amont (en particulier la rémunération des stars) alors qu'en aval, trois prix résument les relations entre les différents acteurs : le billet d'entrée, payé par le spectateur, le prix de location, payé par la salle de cinéma (l'exploitant) pour projeter le film, et le prix de distribution, c'est-à-dire la somme versée par le producteur au distributeur de son film.
Par ailleurs, l'économie de la filière cinématographique est intégrée à celle de la filière audiovisuelle qui complète et prolonge la première. Une part substantielle, voire très souvent majoritaire, des recettes des producteurs de films proviennent ainsi des ventes télévisuelles ou sur supports numériques variés (DVD...).

### Traits fondamentaux
L'industrie du cinéma est une des plus visibles des industries culturelles, et sans doute la première à s'être organisée en industrie, c'est-à-dire en secteur économique distinct animé par la recherche du profit. Il s'agit essentiellement d'une industrie de coûts fixes. Au moment où le film arrive sur les écrans, la totalité des coûts de production et de distribution ont été engagés de manière irrécupérable, et le coût d'une nouvelle copie ou de projection est négligeable devant le coût de production du film. De ce fait, les rendements d'échelle y jouent un rôle important, et leur effet mécanique est encore augmenté par les phénomènes de réputation et de bouche-à-oreille qui font le succès ou l'échec d'un film.
De plus, les films sont des produits composites, requérant la collaboration à la fois d'artistes et d'un ensemble d'autres intervenants (techniciens, logistique, promotion) ne partageant pas nécessairement l'engagement artistique des premiers. Ces ensembles sont en outre réunis, le plus souvent, uniquement pour un projet spécifique, sur la base de contrats ne portant que sur ce projet précis. De ce fait, l'historique des contributions de chacun constitue une information fondamentale pour évaluer son apport potentiel à un projet donné.
Enfin, il s'agit d'un secteur dominé par les évènements extrêmes. La plupart des films ne sont pas rentables, et seule une poignée d'entre eux génère l'ensemble des profits du secteur. Surtout, ce secteur est dominé par une incertitude radicale, le Nobody knows, « personne ne sait », c'est-à-dire que jusqu'au moment où un film est projeté, personne n'est capable de prédire l'ampleur de son succès commercial. Cette propriété essentielle détermine la quasi-totalité de l'organisation des relations entre acteurs dans le secteur.

### Les coûts de production

#### Modes de financement du cinéma
Pour financier le développement d'un film, il existe différentes sources possibles de financement parmi lesquelles on trouve : les fonds propres de ou des sociétés de productions, la capacité pour la structure de production à effectuer un montage financier, les fonds publics, les établissements de crédit, la prévente aux chaînes de télévision et aux plateformes numériques, la notion de minimum garanti (MG) en regard des distributeurs et les ventes à l'international (exportation).

#### La rémunération des intervenants
Produire un film constitue un travail collectif qui entraîne une succession, un agencement d'intervenants, parmi lesquels on trouve : les personnes qui écrivent l'histoire, celles qui l'interprètent (rôle de composition, voix, etc.), les équipes techniques (production, post-production), etc.

#### Distribuer et exploiter un film
Une fois le film terminé, sa commercialisation repose sur trois acteurs essentiels : le producteur détient et gère les droits et confie, contre rémunération, la promotion et le placement de son film (dans les salles, auprès des chaînes de télévision) à un distributeur ; ce dernier entretient donc des relations avec les différents exploitants, qui fixant à leur tour le prix d'accès du public à un film qu'ils proposent. Dans ce qui suit, il sera traité essentiellement du cas des États-Unis et du cas français. Ces deux pays diffèrent considérablement dans la structure de leur secteur, dans la mesure où aux États-Unis un petit nombre d'entreprises, les majors dominent à la fois la production et la distribution, disposant ainsi d'un vaste pouvoir de négociation, tandis qu'en France, un grand nombre de sociétés de distribution, le plus souvent de petite taille, négocient avec des chaînes importantes d'exploitants, qui disposent d'un fort pouvoir de marché. Cette différence se redouble d'une législation beaucoup plus contraignante en France sur le type de contrats pouvant être passés entre les différents maillons de la chaîne.
Si le prix du billet peut varier énormément d'un cinéma à l'autre pour un même film, il est en général fixe pour un film donné et dans un cinéma donné pour l'intégralité de la période de projection du film. L'offre pour ce film (nombre de sièges dans la salle, nombre de salles) étant relativement fixe pour un cinéma donné, on s'attendrait au contraire à ce que le prix varie afin de s'adapter à l'ampleur de la demande. Cette fixité du prix s'explique par les dynamiques informationnelles propres à la situation d'incertitude (nobody knows). En effet, au cours des premières semaines d'exploitations, les différences entre un film moyen et un blockbuster sont faibles : c'est la longueur de la durée d'exploitation qui caractérise ce dernier. De ce fait, augmenter le prix d'un film dont on attend un succès peut tuer dans l'œuf les phénomènes de bouche-à-oreille et de cascades informationnelles qui sont au cœur du succès durable d'un film. Inversement, réduire tôt le prix revient à envoyer un signal négatif sur la qualité du film, et donc réduire encore la demande. En outre, la stabilité du prix permet au distributeur de recevoir un signal clair sur le nombre d'entrée, non manipulé par la politique tarifaire des exploitants. De ce fait, les exploitants s'adaptent aux conditions locales (richesse du public) en proposant un prix adapté, et gèrent le succès ou l'échec des films en jouant sur le nombre de projections, le type de salle (nombre de sièges) et, avec des restrictions, sur la durée de programmation d'un film.
Le contrat typique entre un distributeur et un exploitant comprend une partie fixe, que l'exploitant doit payer quel que soit le succès du film, et un pourcentage des recettes. Pour la plupart des films, la partie fixe de ce tarif binôme est faible ou nulle, mais pour les films les plus demandés, elle peut atteindre 100 000 USD. En France, la réglementation impose une partie fixe nulle et donc une rémunération du distributeur strictement proportionnelle aux recettes des ventes de billets. 
Aux États-Unis, le pourcentage des recettes versées au distributeur par l'exploitant varie en fonction du nombre de semaines de projection du film, suivant un schéma décroissant, par exemple 70 % les deux premières semaines, 60 % les deux semaines suivantes, puis 35 % ou 40 % pour toutes les semaines restantes. Cette décroissance fournit une incitation à l'exploitant de garder longtemps un film, et dédommage l'exploitant du risque croissant que le film cesse de faire des entrées. En outre, une clause du contrat stipule que si un film dépasse un certain nombre d'entrées une semaine donnée, l'exploitant est tenu de continuer à le projeter la semaine suivante (holdover clause). En France, ce pourcentage est constant, variant entre 25 % et 50 %, avec une moyenne de 40 %, et les clauses portant sur la durée de projection d'un film ne sont pas une pratique usuelle.
Le type d'accord prévalant aux États-Unis convient pour la plupart des films. Toutefois, les blockbusters, qui représentent l'essentiel des profits, se distinguent par des durées d'exploitation très longue (23 semaines pour Tootsie). Les contrats prévoient ainsi que si les recettes hebdomadaires d'un film dépassent un certain seuil (le house nut), le distributeur peut demander à percevoir 90 % des recettes faites au-delà de ce seuil plutôt que les 35 % de l'ensemble des recettes.
Tous ces accords verticaux pouvant se retourner contre le distributeur si la concurrence entre salles est trop forte, ils sont accompagnés d'une exclusivité territoriale partielle ou totale pour les salles qui acceptent un film donné. En France, la législation européenne interdit ou limite de telles pratiques, tandis qu'aux États-Unis, la Cour Suprême a estimé que ces clauses étaient une pratique habituelle dans le secteur, ce qui les met hors du domaine des lois antitrust.
Le dernier prix est celui payé par le producteur, qui est l'ayant droit final du film, au distributeur. Là encore, l'incertitude joue, ainsi qu'une forme d'aléa moral portant sur les efforts de promotion et de placement du film engagés par le distributeur, ainsi que sa surveillance du respect des clauses par les exploitants. La solution qui s'est imposée semble être celle d'une part des recettes, en général 30 %, qui aligne partiellement les incitations du distributeur sur celle du producteur, c'est-à-dire maximiser l'exposition et l'audience du film.

#### Cinéma numérique
En 2000, réalisation de la première projection publique de cinéma numérique d'Europe, par Philippe Binant, en France. La projection numérique au cinéma permet de baisser les coûts du distributeur : la fabrication d'une copie 35 mm d'un long métrage coûte entre 1 000 à 2 000 euros (selon le métrage), contre 100 à 200 euros pour la distribution sous format numérique. Avec l'abandon du 35 mm, le cinéma numérique introduit la diffusion des films sur les plateformes numériques : Netflix, Amazon Prime Video, Groupe Canal+, OCS Go.

## Perspective historique
Les arrangements verticaux qui précèdent ont-ils énormément varié dans le temps ? D'après A. De Vany, ils sont pratiquement les mêmes depuis le début du cinéma aux États-Unis.

### Le cas des États-Unis

#### Des débuts auxmajors
Aux débuts de la filière, dans les années 1890 et 1900, les films étaient essentiellement des courts-métrages, de 5 à 20 minutes, assemblés pour créer des programmes de deux heures. Les copies étaient alors vendues directement aux salles par les producteurs, les exploitants de salles ayant la possibilité de les revendre quand ils le voulaient. Les paiements faits au producteur étaient ainsi faibles, et sans rapport avec le succès ou l'échec du film.
Avec le développement, entre 1907 et 1913, du long-métrage, les caractéristiques actuelles du secteur se mettent en place. On passe en effet de changements de programme quotidiens à des durées de projection de deux à trois semaines, des studios et des stars commencent à s'imposer. Le passage au long métrage impliquait des engagements financiers beaucoup plus importants de la part des producteurs. Pour pouvoir couvrir ces engagements, les producteurs commencèrent par vendre des droits exclusifs d'exploitation sur une base géographique, par l'intermédiaire d'un distributeur qui acquérait les copies pour un montant proportionnel à la population de la région servie. De leur côté, les distributeurs se rendirent compte qu'il était préférable de proposer aux exploitants un partage de la recette plutôt qu'un droit de projection forfaitaire, proposition favorablement reçue par les exploitants, qui ne supportaient plus seuls le risque lié à la programmation d'un mauvais film. Ce type d'arrangement ne pouvant fonctionner que si l'exploitant ne trichait pas sur le montant des recettes réalisées, les distributeurs commencèrent à opérer leurs propres cinémas (une forme d'intégration verticale), pour ne louer les films qu'une fois leur potentiel épuisé dans leurs propres cinémas.
Le tournant le plus important intervint en 1913-1914 avec la fusion des principaux réseaux de distribution régionaux au sein de la Paramount Pictures Corporation, distributeur exclusif de trois des principales compagnies de production et capable de négocier en bloc avec les producteurs des saisons entières (une trentaine de films). En échange de la distribution exclusive, Paramount touchait 35 % des recettes issues des droits d'exploitation concédés, ainsi que des minima garantis et des avances remboursables aux producteurs. En aval, les exploitants négociaient des droits d'exploitation exclusive, en échange duquel ils s'engageaient à prendre et à projeter l'ensemble des films fournis, parfois avant même que les films en question soient réalisés.
De tels accords ne faisaient qu'approcher une véritable intégration verticale. Les problèmes traités par ces clauses contractuelles pouvant plus aisément être résolues en interne, les différents maillons de la chaîne commencèrent dès 1916 à créer des entreprises intégrées verticalement par fusion amont et aval, en réponse à l'augmentation considérable des coûts de production de longs métrages de plus en plus ambitieux. Les majors historiques (Metro-Goldwyn-Mayer, Paramount Pictures, RKO Pictures, 20th Century Fox et Warner Bros., United Artists) étaient nées.

#### Lestudio system
Par studio system, on désigne l'organisation de la production et de la distribution de films, entièrement, au sein de studios verticalement intégrés employant l'ensemble des intervenants sur des contrats de long terme. Cette organisation domina l'industrie cinématographique américaine des années 1920 aux années 1950.
Le studio system repose sur l'établissement de contrats de long terme entre les studios et leurs employés. La forme générique de ces contrats est un contrat d'option : l'acteur s'engage à ne jouer que pour le compte du studio sur une durée fixée (habituellement sept ans), le studio ayant la possibilité tous les six mois ou tous les ans de mettre fin au contrat, ou de le prolonger avec une augmentation du salaire. En sus de l'exclusivité, le studio se réserve de choisir les rôles que l'acteur devra jouer, peut lui imposer un changement de nom, et plus généralement contrôler intégralement son image et ses apparitions publiques ou publicitaires. L'acteur ne peut pas mettre unilatéralement fin à cet accord, ni le renégocier ou refuser un rôle. Cet accord fournissait un revenu sûr à l'acteur ainsi que de bonnes incitations de part et d'autre à promouvoir la carrière de l'acteur, en réduisant le risque de voir celui-ci partir pour un autre studio, ou au contraire de voir le studio négliger la promotion de ses acteurs.
Si ces provisions, communes à tous les contrats, ne posaient pas de problèmes aux employés remplissant des tâches techniques (éclairagistes, décorateurs), elles constituaient une source de conflit fréquent avec les acteurs et réalisateurs, qui voyaient leur échapper l'essentiel des revenus générés par leur statut de star, et étaient contraints à accepter de participer à plus de films qu'ils ne l'auraient voulu.
Les studios contrôlaient ainsi l'ensemble de la chaîne cinématographique. Un film typique partait ainsi par l'achat d'une option sur une pièce de théâtre, une nouvelle ou un roman. Le texte de base était alors transmis à un scénariste chargé d'en faire un scénario, puis transmis à une équipe qui en faisait un story-board. Sur la base de celui-ci, un calendrier rigide fixait les dates de prises de vues pour chaque scène, de manière à minimiser les coûts de déplacement de l'équipe et des acteurs. À chaque étape, un superviseur délégué par le studio s'assurait que la progression du film correspondait au calendrier et que les rushes étaient conformes aux standards de qualités exigés par le studio. Une fois le tournage achevé, le superviseur pouvait imposer les coupes qu'il désirait dans le montage final. Ensuite, le studio choisissait la date de sa sortie, ainsi que les cinémas où il serait projeté.
Le succès de ce système repose sur d'une part son efficacité en termes d'emploi des différentes parties prenantes. Au sein d'un studio, tant les acteurs que les techniciens étaient employés pratiquement en permanence. D'autre part, les contrats à options permettaient d'investir tôt dans la carrière de nombreux acteurs, et de compenser les échecs par l'interception des revenus liés à l'émergence de quelques stars. La domination de ce modèle mettait également un frein à l'inflation des rémunérations des stars, qui avaient du mal à trouver d'autres engagements. La puissance de cette combinaison d'efficacité et de situation de monopsone sur les stars est attestée par les déboires de la United Artists, qui essayait de fournir une structure pour les indépendants. En termes artistiques, les films produits durant cette période étaient d'une qualité plus homogène qu'après la destruction du studio system, tandis que le contrôle final exercé par les studios restreignait la liberté créatrice et la marge d'innovation laissée aux artistes.

## Émergence de la Chine
L'économie du cinéma chinois est en croissance exponentielle depuis le début du XXIe siècle. Le nombre d'écrans en Chine passe de 1 400 en 2002, à plus de 41 000 ou 45 000 en 2017 selon les sources,, et plus de 55 000 en 2019, dépassant ainsi les États-Unis (entre 40 000 et 43 500 selon les sources),,. Entre 2012 et 2017, la Chine a ouvert en moyenne 19 nouveaux écrans par jour, soit près de 7 000 par an. À partir de 2020, le box-office chinois pourrait dépasser celui des États-Unis avec 12 milliards attendus de bénéfice en Chine, contre 11 milliards pour les États-Unis, loin devant le troisième pays en termes de box-office à savoir le Japon (2 milliards). Les écrans chinois devraient être environ au nombre de 80 000 d’ici 2021 d’après une étude de PricewaterhouseCoopers. En termes de salles, la Chine est passé de 1 400 unités en 2002 à 4 000 en 2009 et plus de 20 000 en 2014, année pendant laquelle il s’est ouvert en moyenne près de 6 000 salles, soit 16 par jour. Le marché des salles de cinéma chinoises générait 1,1 milliard de dollars en 2011, 3,6 milliards de dollars en 2013 et 4,2 milliards en 2014, représentant ainsi en valeur le deuxième marché du monde.
Selon Axel Scoffier de l'Institut national de l'audiovisuel, « la croissance de l’économie du cinéma chinois est, bien sûr, liée à des facteurs sociologiques, démographiques et géographiques : l’urbanisation croissante d’une part, et l’émergence d’une classe moyenne d’autre part. De fait, le billet d’entrée pour un film varie entre 25 RMB et 100 RMB (soit entre 2,5 euros et 10 euros) selon les villes et les cinémas. Rapporté au niveau de vie moyen chinois, cela reste une activité coûteuse réservée à la classe moyenne et supérieure ».